# Монс-ан-Барёль
Монс-ан-Барё́ль (фр. Mons-en-Barœul) — коммуна во Франции, регион О-де-Франс, департамент Нор, округ Лилль, кантон Лилль-3. Пригород Лилля, примыкает к нему с северо-востока, до центра города 4 км.
Население (2017) — 20 782 человека.

## История
Наименование Монс-ан-Барёль буквально означает «гора в Барёле»; город действительно построен на небольшом холме в лесу Барёль. До XVI века мало что известно об этой местности, в основном представлявшей собой поля. На плане XVIII века Монс-ан-Барёль показан маленькой деревушкой без церкви, с фермами, разбросанными вдоль дороги от Лилля к Рубе.

## Достопримечательности
- Форт де Монс — оборонительное сооружение 1878—1880 годов
- Церковь Святого Петра середины XIX века
- Урбанизированная зона застройки 60-х годов XX века с башнями «Европа»

## Экономика
Структура занятости населения:
- сельское хозяйство — 0,0 %
- промышленность — 8,4 %
- строительство — 3,1 %
- торговля, транспорт и сфера услуг — 62,6 %
- государственные и муниципальные службы — 25,8 %

Уровень безработицы (2017) — 20,3 % (Франция в целом — 13,4 %, департамент Нор — 17,6 %). 

Среднегодовой доход на 1 человека, евро (2017) — 17 750 (Франция в целом — 21 110, департамент Нор — 19 490).

## Демография
Динамика численности населения, чел.

## Администрация
Пост мэра Монс-ан-Барёля с 2001 года занимает Руди Элежес (Rudy Elegeest). На муниципальных выборах 2020 года возглавляемый им левый список победил в 1-м туре, получив 68,53 % голосов.
| Период | Период | Фамилия          | Партия                  | Примечания                                            |
| ------ | ------ | ---------------- | ----------------------- | ----------------------------------------------------- |
| 1970   | 1977   | Раймон Веррю     |                         | бухгалтер-ревизор                                     |
| 1977   | 1989   | Марк Вольф       | Социалистическая партия | учитель                                               |
| 1989   | 1995   | Франсуаза Жюльен | Социалистическая партия | торговый работник, член Совета региона Нор-Па-де-Кале |
| 1995   | 2001   | Марк Вольф       | Разные левые            | работник министерства финансов                        |
| 2001   |        | Руди Элежес      | Разные левые            | учитель, член Совета региона Нор-Па-де-Кале           |

## Известные жители
- Мишель Бютор (1926—2016), писатель

## Галерея

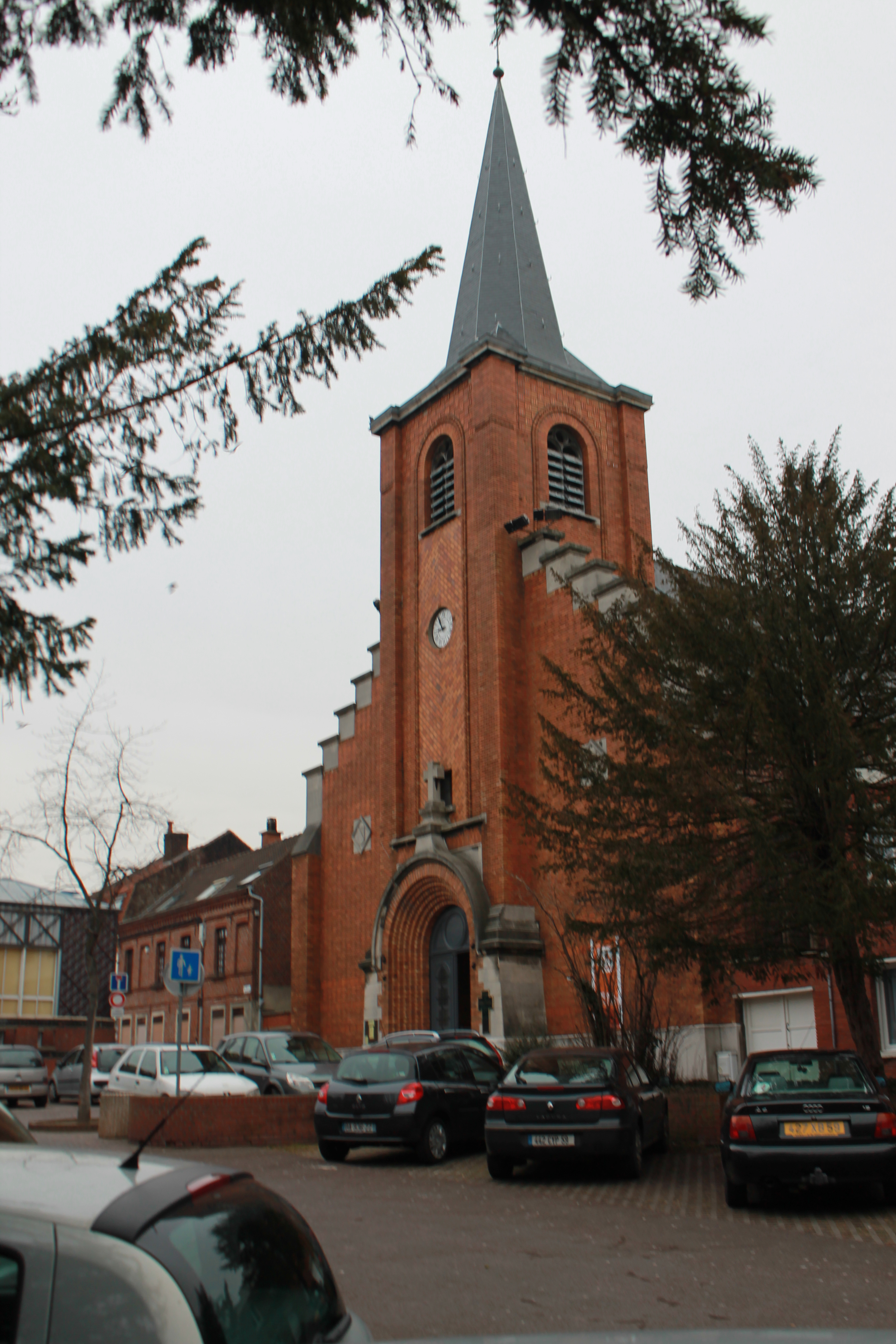
Церковь Святого Петра
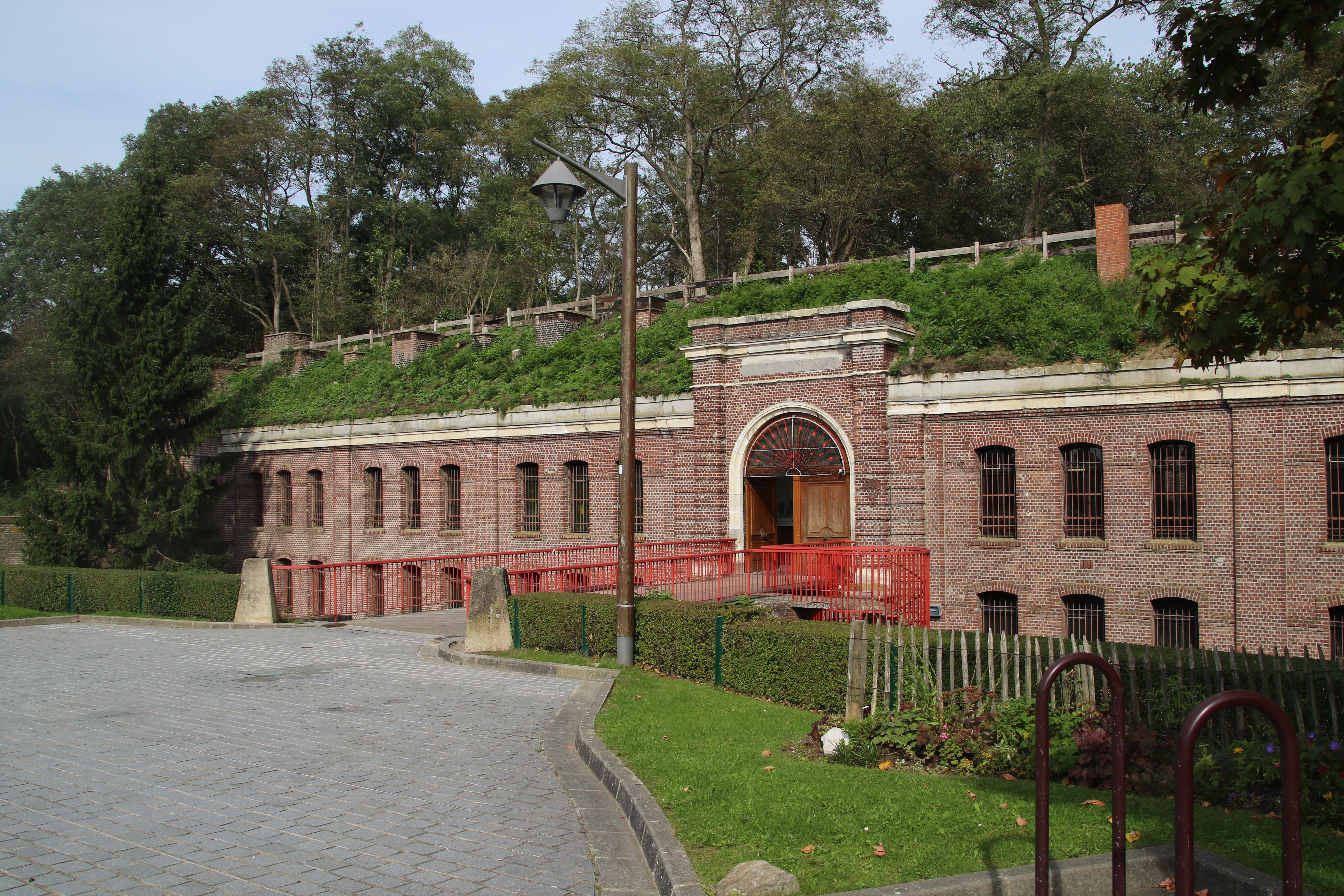
Вход в Форт де Монс
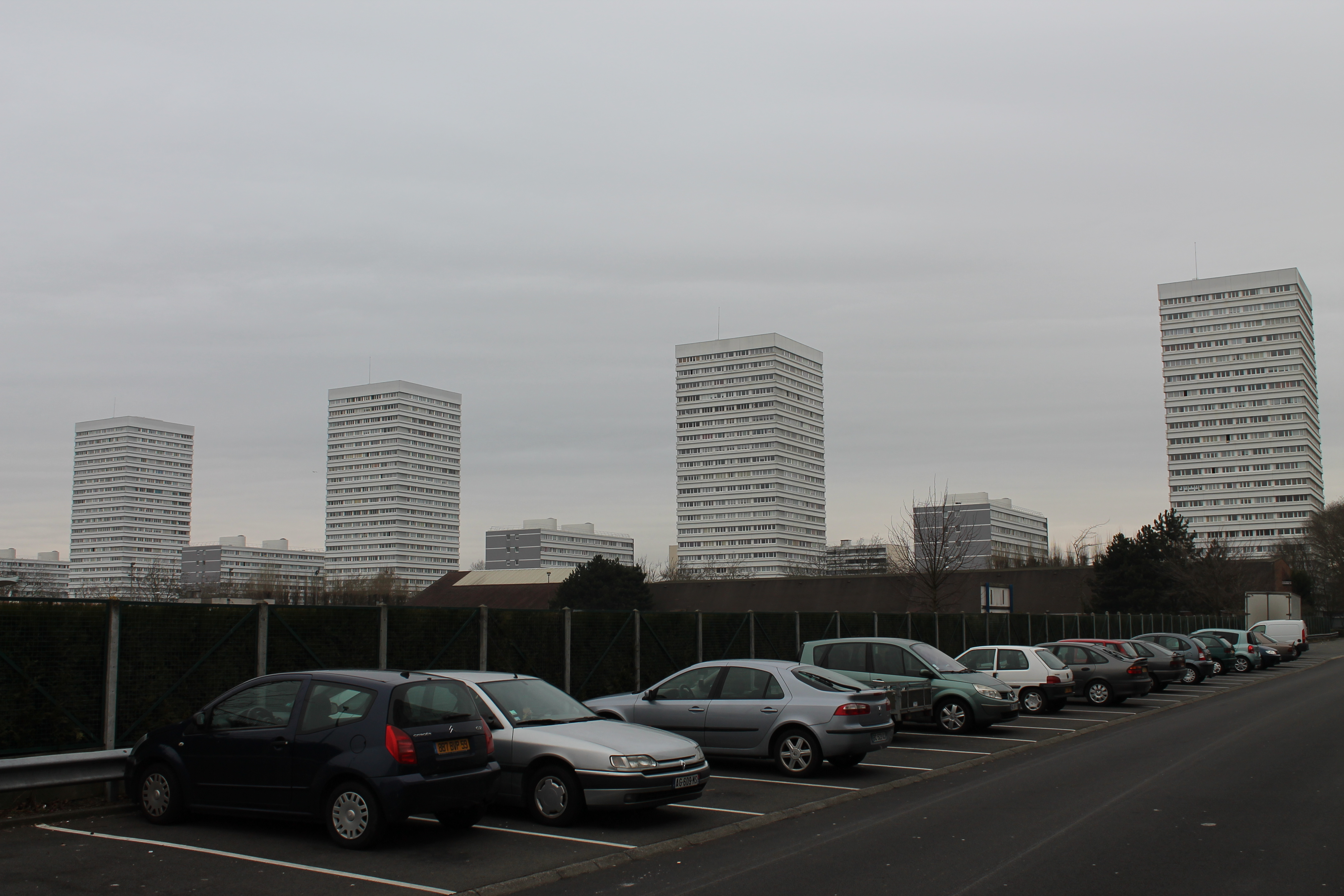
Башни «Европа»

1. 1 2  база данных о французских коммунах — Национальный географический институт Франции, 2015.